# شلیمن (دهانه)
شلیمن یک دهانه برخوردی در ماه‌ است.

## دهانه‌های اقماری
این دهانه ۵ دهانه اقماری دارد.
| Schliemann | عرض جغرافیایی | طول جغرافیایی | قطر          |
| ---------- | ------------- | ------------- | ------------ |
| A          | ۱.۲° N        | ۱۵۵.۴° E      | ۶۴.۰ کیلومتر |
| W          | ۰.۲° N        | ۱۵۲.۴° E      | ۱۹.۰ کیلومتر |
| B          | ۲.۱° N        | ۱۵۶.۲° E      | ۳۲.۰ کیلومتر |
| T          | ۲.۰° S        | ۱۵۲.۸° E      | ۲۱.۰ کیلومتر |
| G          | ۲.۴° S        | ۱۵۶.۸° E      | ۱۹.۰ کیلومتر |